# Regno di Cipro
Il Regno di Cipro (in francese Royaume de Chypre; in greco Βασίλειον τῆς Κύπρου?) fu uno Stato crociato fondato sull'Isola di Cipro ed esistito nel Basso Medioevo, tra il 1192 e il 1489. Fu governato dalla casata francese dei Lusignano. Il Regno comprendeva inizialmente solo Cipro, ma poi vennero assoggettate anche alcune terre sulla costa meridionale dell'Anatolia: Adalia, tra il 1361 e il 1373, e Corico, tra il 1361 e il 1448.
Il regno finì con l'ultima regina Caterina Corner, madre dell'ultimo dei Lusignano, Giacomo III. La regina venne costretta, infatti, ad abdicare nel 1489 a favore della Repubblica di Venezia; al suo rientro nella serenissima venne accolta con tutti gli onori e venne nominata "Signora di Asolo".

## Storia

### Conquista inglese
L'isola venne conquistata nel 1191 dal re Riccardo I d'Inghilterra, detto Riccardo Cuor di Leone, durante la Terza Crociata, che la strappò a Isacco Comneno, un governatore locale che si era auto-proclamato imperatore dell'isola nel 1184. Re Riccardo I non aveva originariamente intenzione di conquistare l'isola, ma quando la sua flotta fu dispersa da una tempesta durante il cammino per l'assedio della città di Acri, tre delle sue navi furono spinte sulle coste di Cipro, distrutte e affondate nei pressi del porto di Limassol. I sopravvissuti al naufragio furono catturati da Isacco e quando una nave che portava la sorella di re Riccardo I, Giovanna, e la sua sposa, Berengaria, entrò nel porto, Isacco rifiutò la loro richiesta di sbarcare per mare. Riccardo I e il resto della sua flotta arrivarono poco dopo e, venuto a conoscenza dell'imprigionamento dei suoi compagni naufragati e degli insulti recati alla sua sposa e a sua sorella, decise di affrontare Isacco in battaglia.
C'erano anche voci che Comneno fosse segretamente in affari con Saladino, Sultano d'Egitto e Siria, per proteggersi dai suoi nemici nella capitale bizantina di Costantinopoli, la famiglia degli Angeli, a quel tempo dominante sull'Impero. Inoltre, il controllo dell'isola di Cipro costituiva una base altamente strategica. L'esercito inglese sbarcò sulle sponde di Limassol e attaccò i ciprioti, che non si dimostrarono abili in battaglia e ben armati come invece lo erano i soldati inglesi. Durante la notte, Isacco riuscì a fuggire sulle colline con il resto del suo esercito, tuttavia Riccardo I e le sue truppe seguirono il governatore cipriota e bombardarono il suo campo prima dell'alba; Isacco riuscì a fuggire di nuovo con pochi uomini e il giorno successivo molti nobili ciprioti giurarono fedeltà a re Riccardo I. Nei giorni successivi, Isacco, ormai conscio di aver perso, offrì a Riccardo I il tributo di 20000 marchi d'oro e 500 uomini, e promise di abbandonare sua figlia e i suoi castelli come pegno per il suo buon comportamento.
Tuttavia, temendo un tradimento per mano dei nuovi invasori, Isacco fuggì ancora una volta dopo aver offerto questi tributi e scappò nel castello di Kantara. Alcune settimane dopo il matrimonio di Riccardo I con la sua sposa il 12 maggio 1191, Isacco pianificò la sua fuga, ma venne arrestato nell'abbazia di Capo S. Andrea nel punto orientale dell'isola e successivamente imprigionato nel castello di Markappos in Siria, dove morì poco dopo. Riccardo I intanto riprese il suo viaggio verso Acri e partì per la Terra santa accompagnato dal re di Gerusalemme, Guido di Lusignano, e da vari altri nobili degli Stati crociati occidentali. Riccardo I lasciò guarnigioni nelle città e nei castelli dell'isola prima di partire e lasciò il comando dell'isola a Riccardo di Camville e a Roberto di Tornham.

### Possesso dei Cavalieri templari
Successivamente alla partenza di Riccardo I per la Terra Santa, scoppiò una rivolta sull'isola di Cipro, e ciò spinse il re a dubitare se considerare la conquista dell'isola un valido guadagno e alla fine si convinse a vendere il territorio ai Cavalieri Templari, che l'acquistarono per 100 000 bisanti.
L'invasione francese di Cipro segnò l'inizio di quattrocento anni di dominio occidentale sull'isola e l'introduzione del sistema feudale dei Normanni. Venne anche introdotta in questo modo la fede latina a Cipro, che fino ad allora era di fede ortodossa.
Nel giorno di Pasqua del 1192, scoppiò una seconda rivolta e i Ciprioti tentarono di massacrare i governanti templari. Tuttavia, i Cavalieri riuscirono a rifugiarsi nella loro roccaforte a Nicosia. I Templari affrontarono i Ciprioti all'alba, prendendoli di sorpresa. Dopo quest'evento, anche se il governo dei Templari fu ripristinato, l'ordine militare era riluttante a continuare il proprio governo sull'isola e chiesero a Riccardo I di riprendersi Cipro. Riccardo I accolse le richieste dei Templari e quest'ultimi ritornarono in Siria, mantenendo solo alcune proprietà sull'isola.

### Dinastia dei Lusignano
Nel frattempo, la regina ereditaria di Gerusalemme, Sibilla, era morta e l'opposizione verso suo marito, Guido di Lusignano, crebbe notevolmente fino a quando venne privato di ogni diritto sulla Corona di Gerusalemme. A quel punto, re Riccardo I offrì a Guido di Lusignano il Regno di Cipro, permettendogli di mantenere una sorta di potere in Oriente, e contemporaneamente liberandosi di un feudo fastidioso. Nel 1194, Guido di Lusignano morì senza alcun erede e così suo fratello maggiore, Amalrico, divenne re Almarico I di Cipro, una corona e un titolo che vennero approvati da Enrico VI, imperatore del Sacro Romano Impero.
Dopo la morte di Amalrico di Lusignano il regno passò a una serie di giovani sovrani che governarono sotto tutela. Alcuni membri della famiglia Ibelin, che ebbero gran parte del potere a Gerusalemme prima della sua caduta in mano ai musulmani, funsero da reggenti in questi primi anni. Nel 1229 uno dei reggitori Ibelin fu obbligato ad abbandonare il suo ruolo da Federico II di Svevia, che provocò lo scontro tra guelfi e ghibellini anche nell'isola. I sostenitori di Federico furono sconfitti nel 1233 mentre il conflitto continuò in Europa per molti altri anni.
I discendenti della famiglia di Federico, gli Hohenstaufen, continuarono a regnare su Gerusalemme fino a quando, nel 1268, Ugo III di Cipro reclamò il titolo e il territorio di San Giovanni d'Acri, in seguito alla morte di Corradino di Svevia: in questo modo poté unire i due Regni.
I territori palestinesi vennero alla fine persi sotto Enrico II di Cipro nel 1291, ma i sovrani ciprioti continuarono comunque a rivendicare il titolo regale. Con la caduta di San Giovanni d'Acri anche i cavalieri ospitalieri lasciarono la Terrasanta e cercarono rifugio a Cipro. Poco inclini a essere coinvolti nella politica del regno cipriota, e in disaccordo con il re di Cipro Enrico II, gli Ospitalieri con il gran maestro Folco di Villaret nel 1309, dopo una campagna durata due anni, si trasferirono nell'isola di Rodi.
Come Gerusalemme, anche Cipro aveva un'Haute Cour (Corte Suprema), meno potente di quella di Gerusalemme; l'isola tuttavia era più ricca e feudalizzata del Regno di Gerusalemme e di conseguenza il re disponeva di una maggiore ricchezza personale e poteva permettersi di ignorare l'Haute Cour. Tuttavia, il re era spesso in conflitto con i mercanti italiani, soprattutto perché Cipro era diventato il centro del commercio europeo con l'Africa e l'Asia.
I Lusignano alla fine furono sempre più condizionati e sottomessi dai mercanti genovesi nel XIV secolo. Cipro allora si schierò con il Papato di Avignone, durante il Grande Scisma, nella speranza che il Regno di Francia provvedesse a cacciare gli italiani dall'isola.

### Fine del Regno
Nel 1426 i Mamelucchi trasformarono il reame in uno Stato tributario d'Egitto.
Ludovico di Savoia sposò nel 1458 Carlotta, unica erede di Giovanni di Lusignano, e l'anno dopo divenne re di Cipro. Si vide contrastata la successione al regno di Cipro da un figlio illegittimo del re defunto, Giacomo II, che con aiuti datigli dal sultano di Egitto, assalì il regno e assunse il trono nel 1460.
Nel 1489 la vedova di Giacomo II di Lusignano e ultima regina, la veneziana Caterina Cornaro, si decise, per timore di essere uccisa, a ritornare in patria e donare l'isola alla repubblica di Venezia. Da questo momento il doge veneto detenne il titolo di monarca del regno di Cipro, Gerusalemme ed Armenia.
Lo stesso sultano d'Egitto ne prese atto, accettando il fatto compiuto.